# Cody Linley
Cody Martin Linley est un acteur américain né le 20 novembre 1989 à Denton, au Texas. Il est surtout connu pour son rôle de Mullet Fingers dans le film Hoot et pour son rôle de Leslie Jake Ryan dit Jake Ryan dans la série télévisée américaine, Hannah Montana.
Il a aussi participé à la saison 7 de l'émission Dancing with the Stars avec pour partenaire Julianne Hough. Il a joué un rôle dans The Haunting Hour Volume One: Don't Think About It jouant le rôle de Sean Redford aux côtés de Emily Osment, sa partenaire dans la série Hannah Montana. Il fait des vidéos sur internet comme l'émission de télévision, The Ro and Co Show.

## Filmographie
| Année     | Titre                                                      | Rôle                |
| --------- | ---------------------------------------------------------- | ------------------- |
| 1998      | La Fête à la maison                                        | Tommy Jeune         |
| 1999      | Walker, Texas Ranger                                       | Timmy               |
| 2001      | Walker, Texas Ranger                                       | Griffin Pope        |
| 2000      | Mon Chien Skip                                             | Spit McGee          |
| 2000      | Où le cœur nous mène                                       | Brownie Coop        |
| 2000      | Miss Détective                                             | Un Garçon Difficile |
| 2002      | Beyond the Prairie: The True Story of Laura Ingalls Wilder | Charlie Magnuson    |
| 2003      | When Zachary Beaver Came to Town                           | Cal                 |
| 2003      | Treize à la douzaine                                       | Quinn               |
| 2004      | Phénomène Raven                                            | Daryl               |
| 2005      | Echoes of Innocence                                        | Christopher         |
| 2005      | Basket Academy                                             | Larry Burgess Jr.   |
| 2006      | Hoot                                                       | Mullet Fingers      |
| 2007      | The Haunting Hour Volume One: Don't Think About It         | Sean Redford        |
| 2006-2010 | Hannah Montana                                             | Jake Ryan           |
| 2008      | The Hardy Boys: The Hidden Theft                           | Joe Hardy           |
| 2008      | Dancing with the Stars                                     | Lui-Même            |
| 2008      | Disney Channel Games                                       | Lui-Même            |
| 2009      | Forget Me Not                                              | Eli Channing        |
| 2012      | Melissa and Joey                                           | Aiden               |